# V.Premier League 2016-2017 (femminile)
La V.Premier League 2016-2017, 50ª edizione della massima serie del campionato giapponese femminile di pallavolo, si è svolta dal 29 ottobre 2016 al 18 marzo 2017: al torneo hanno partecipato 8 squadre di club giapponesi e la vittoria finale è andata per la settima volta alle NEC Red Rockets.

## Regolamento
Le otto squadre si sono affrontate in un girone all'italiana, dove ogni squadra ha affrontato ciascuna delle altre formazioni tre volte, per un totale di ventuno giornate; al termine della regular season:
- le prime sei classificate acceduto ai play-off scudetto, strutturato in un girone all'italiana in gara singola, dove ciascuna squadra ha ottenuto un bonus da 5 a 0 punti in funzione della posizione di classifica raggiunta al termine della regular season. Al termine della Final Six la prima classificata ha avuto direttamente accesso alla finale, disputata in doppio confronto, con eventuale golden set in caso di una vittoria per parte, contro la vincente della semifinale (anch'essa disputata in doppio confronto) fra la seconda e la terza classificata.
- la settima e l'ottava classificata hanno affrontato il Challenge match di spareggio rispettivamente con la seconda e la prima classificata della V.Challenge League I, disputati in doppio confronto, che hanno visto le vincenti acquisire il diritto di partecipare alla V.Premier League 2017-18 e le perdenti retrocesse in V.Challenge League I 2017-18.

### Criteri di classifica
Se il risultato finale è stato di 3-0 o 3-1 sono stati assegnati 3 punti alla squadra vincente e 0 a quella sconfitta, se il risultato finale è stato di 3-2 sono stati assegnati 2 punti alla squadra vincente e 1 a quella sconfitta.
L'ordine del posizionamento in classifica è stato definito in base a:
- Punti;
- Numero di partite vinte;
- Ratio dei set vinti/persi;
- Ratio dei punti realizzati/subiti.
- Classifica avulsa.

## Squadre partecipanti
- Hisamitsu Springs
- Hitachi Rivale
- JT Marvelous
- NEC Red Rockets
- Okayama Seagulls
- PFU BlueCats
- Toray Arrows
- Toyota Queenseis

## Torneo

### Regular season

#### Primo round
| Prima giornata |                                  |     |                            |
|                |                                  |     |                            |
| 29-10          | Hisamitsu Springs-Hitachi Rivale | 3-0 | 25-17, 26-24, 25-17        |
| 30-10          | Toray Arrows-PFU BlueCats Kahoku | 1-3 | 21-25, 20-25, 27-25, 23-25 |
| 30-10          | Toyota Queenseis-JT Marvelous    | 0-3 | 21-25, 17-25, 18-25        |
| 30-10          | NEC Red Rockets-Okayama Seagulls | 0-3 | 20-25, 19-25, 24-26        |

| Seconda giornata |                                     |     |                                   |
|                  |                                     |     |                                   |
| 05-11            | Hisamitsu Springs-JT Marvelous      | 3-2 | 25-15, 25-17, 22-25, 22-25, 15-10 |
| 05-11            | Okayama Seagulls-Toray Arrows       | 0-3 | 18-25, 22-25, 18-25               |
| 05-11            | Hitachi Rivale-Toyota Queenseis     | 3-0 | 25-21, 25-21, 26-24               |
| 05-11            | NEC Red Rockets-PFU BlueCats Kahoku | 3-0 | 25-22, 25-16, 25-21               |

| Terza giornata |                                      |     |                                   |
|                |                                      |     |                                   |
| 06-11          | Hisamitsu Springs-Okayama Seagulls   | 2-3 | 20-25, 17-25, 25-22, 25-20, 10-15 |
| 06-11          | Toray Arrows-JT Marvelous            | 0-3 | 20-25, 22-25, 17-25               |
| 06-11          | Hitachi Rivale-NEC Red Rockets       | 3-1 | 25-17, 25-17, 16-25, 25-19        |
| 06-11          | Toyota Queenseis-PFU BlueCats Kahoku | 3-1 | 30-28, 29-31, 25-18, 25-20        |

| Quarta giornata |                                    |     |                            |
|                 |                                    |     |                            |
| 12-11           | Hitachi Rivale-PFU BlueCats Kahoku | 3-1 | 12-25, 28-26, 25-21, 25-20 |
| 12-11           | Okayama Seagulls-JT Marvelous      | 1-3 | 23-25, 25-20, 16-25, 20-25 |
| 12-11           | Hisamitsu Springs-Toray Arrows     | 3-0 | 25-15, 25-18, 25-15        |
| 12-11           | NEC Red Rockets-Toyota Queenseis   | 3-0 | 25-19, 28-26, 25-16        |

| Quinta giornata |                                   |     |                                   |
|                 |                                   |     |                                   |
| 13-11           | Hitachi Rivale-Okayama Seagulls   | 3-2 | 20-25, 25-18, 26-24, 15-25, 15-11 |
| 13-11           | JT Marvelous-PFU BlueCats Kahoku  | 3-1 | 25-21, 25-23, 25-27, 25-10        |
| 13-11           | Hisamitsu Springs-NEC Red Rockets | 3-1 | 25-20, 21-25, 25-21, 25-17        |
| 13-11           | Toray Arrows-Toyota Queenseis     | 2-3 | 25-13, 24-26, 26-24, 22-25, 11-15 |

| Sesta giornata |                                       |     |                     |
|                |                                       |     |                     |
| 19-11          | NEC Red Rockets-JT Marvelous          | 3-0 | 25-19, 25-17, 25-20 |
| 19-11          | Hitachi Rivale-Toray Arrows           | 3-0 | 25-19, 25-23, 25-17 |
| 19-11          | Hisamitsu Springs-PFU BlueCats Kahoku | 3-0 | 25-17, 25-21, 25-18 |
| 19-11          | Toyota Queenseis-Okayama Seagulls     | 3-0 | 25-18, 25-22, 25-20 |

| \| Settima giornata \| \| \| \| \| \| \| \| \| \| 20-11 \| Toray Arrows-NEC Red Rockets \| 0-3 \| 20-25, 17-25, 20-25 \| \| 20-11 \| Hitachi Rivale-JT Marvelous \| 2-3 \| 21-25, 25-22, 25-18, 23-25, 9-15 \| \| 20-11 \| Hisamitsu Springs-Toyota Queenseis \| 3-1 \| 18-25, 25-22, 25-16, 25-14 \| \| 20-11 \| Okayama Seagulls-PFU BlueCats Kahoku \| 3-0 \| 25-18, 26-24, 25-16 \| |                                      |     |                                  |
| Settima giornata |                                      |     |                                  |
| |                                      |     |                                  |
| 20-11 | Toray Arrows-NEC Red Rockets         | 0-3 | 20-25, 17-25, 20-25              |
| 20-11 | Hitachi Rivale-JT Marvelous          | 2-3 | 21-25, 25-22, 25-18, 23-25, 9-15 |
| 20-11 | Hisamitsu Springs-Toyota Queenseis   | 3-1 | 18-25, 25-22, 25-16, 25-14       |
| 20-11 | Okayama Seagulls-PFU BlueCats Kahoku | 3-0 | 25-18, 26-24, 25-16              |

#### Secondo round
| Ottava giornata |                                      |     |                            |
|                 |                                      |     |                            |
| 26-11           | Hisamitsu Springs-Toray Arrows       | 1-3 | 21-25, 23-25, 27-25, 21-25 |
| 26-11           | Toyota Queenseis-PFU BlueCats Kahoku | 3-0 | 25-22, 25-18, 30-28        |
| 26-11           | NEC Red Rockets-Hitachi Rivale       | 0-3 | 22-25, 22-25, 22-25        |
| 26-11           | Okayama Seagulls-JT Marvelous        | 1-3 | 25-18, 22-25, 28-30, 20-25 |

| Nona giornata |                                    |     |                            |
|               |                                    |     |                            |
| 27-11         | Hisamitsu Springs-Toyota Queenseis | 3-0 | 25-14, 25-16, 25-23        |
| 27-11         | Toray Arrows-PFU BlueCats Kahoku   | 3-0 | 25-21, 25-21, 25-22        |
| 20-11         | NEC Red Rockets-JT Marvelous       | 3-1 | 25-16, 21-25, 25-20, 25-23 |
| 27-11         | Okayama Seagulls-Hitachi Rivale    | 3-1 | 25-16, 24-26, 25-21, 25-18 |

| Decima giornata |                                      |     |                                  |
|                 |                                      |     |                                  |
| 03-12           | Hisamitsu Springs-NEC Red Rockets    | 2-3 | 30-32, 27-25, 27-29, 25-22, 7-15 |
| 03-12           | Toyota Queenseis-JT Marvelous        | 3-1 | 25-19, 24-26, 25-20, 25-20       |
| 03-12           | Okayama Seagulls-PFU BlueCats Kahoku | 0-3 | 23-25, 18-25, 20-25              |
| 03-12           | Toray Arrows-Hitachi Rivale          | 0-3 | 23-25, 23-25, 23-25              |

| Undicesima giornata |                                    |     |                            |
|                     |                                    |     |                            |
| 04-12               | Hisamitsu Springs-JT Marvelous     | 3-0 | 25-21, 25-16, 25-18        |
| 04-12               | Toyota Queenseis-NEC Red Rockets   | 1-3 | 31-29, 22-25, 26-28, 21-25 |
| 04-12               | Hitachi Rivale-PFU BlueCats Kahoku | 3-1 | 22-25, 25-20, 25-20, 25-23 |
| 04-12               | Toray Arrows-Okayama Seagulls      | 3-1 | 25-20, 22-25, 25-23, 25-12 |

| Dodicesima giornata |                                       |     |                            |
|                     |                                       |     |                            |
| 10-12               | Toray Arrows-Toyota Queenseis         | 1-3 | 27-29, 20-25, 27-25, 21-25 |
| 10-12               | NEC Red Rockets-Okayama Seagulls      | 3-1 | 14-25, 25-19, 25-17, 25-17 |
| 10-12               | Hitachi Rivale-JT Marvelous           | 3-0 | 25-16, 27-25, 25-13        |
| 10-12               | Hisamitsu Springs-PFU BlueCats Kahoku | 3-0 | 25-23, 25-19, 25-20        |

| Tredicesima giornata |                                   |     |                                   |
|                      |                                   |     |                                   |
| 11-12                | Toyota Queenseis-Okayama Seagulls | 3-1 | 25-23, 25-20, 23-25, 25-23        |
| 11-12                | NEC Red Rockets-Toray Arrows      | 3-1 | 25-13, 25-22, 21-25, 25-15        |
| 11-12                | JT Marvelous-PFU BlueCats Kahoku  | 3-2 | 25-27, 25-22, 21-25, 25-18, 15-11 |
| 11-12                | Hisamitsu Springs-Hitachi Rivale  | 1-3 | 25-27, 22-25, 25-23, 17-25        |

| \| Quattordicesima giornata \| \| \| \| \| \| \| \| \| \| 07-01 \| Toray Arrows-JT Marvelous \| 3-2 \| 25-17, 16-25, 25-20, 29-31, 21-19 \| \| 07-01 \| Hitachi Rivale-Toyota Queenseis \| 2-3 \| 19-25, 21-25, 25-17, 25-22, 12-15 \| \| 08-01 \| NEC Red Rockets-PFU BlueCats Kahoku \| 3-1 \| 22-25, 25-20, 25-19, 25-13 \| \| 08-01 \| Okayama Seagulls-Hisamitsu Springs \| 1-3 \| 25-23, 21-25, 23-25, 23-25 \| |                                     |     |                                   |
| Quattordicesima giornata |                                     |     |                                   |
| |                                     |     |                                   |
| 07-01 | Toray Arrows-JT Marvelous           | 3-2 | 25-17, 16-25, 25-20, 29-31, 21-19 |
| 07-01 | Hitachi Rivale-Toyota Queenseis     | 2-3 | 19-25, 21-25, 25-17, 25-22, 12-15 |
| 08-01 | NEC Red Rockets-PFU BlueCats Kahoku | 3-1 | 22-25, 25-20, 25-19, 25-13        |
| 08-01 | Okayama Seagulls-Hisamitsu Springs  | 1-3 | 25-23, 21-25, 23-25, 23-25        |

#### Terzo round
| Quindicesima giornata |                                       |     |                                   |
|                       |                                       |     |                                   |
| 08-01                 | Toray Arrows-Toyota Queenseis         | 3-2 | 25-20, 22-25, 25-20, 22-25, 15-11 |
| 08-01                 | Hitachi Rivale-JT Marvelous           | 0-3 | 13-25, 16-25, 27-29               |
| 09-01                 | Hisamitsu Springs-PFU BlueCats Kahoku | 1-3 | 25-21, 28-30, 20-25, 22-25        |
| 09-01                 | Okayama Seagulls-NEC Red Rockets      | 0-3 | 22-25, 15-25, 15-25               |

| Sedicesima giornata |                                    |     |                                   |
|                     |                                    |     |                                   |
| 14-01               | Hitachi Rivale-PFU BlueCats Kahoku | 3-2 | 25-20, 25-12, 29-31, 20-25, 15-10 |
| 14-01               | NEC Red Rockets-Toyota Queenseis   | 3-0 | 25-19, 25-16, 25-21               |
| 14-01               | Okayama Seagulls-JT Marvelous      | 1-3 | 20-25, 22-25, 25-23, 19-25        |
| 14-01               | Hisamitsu Springs-Toray Arrows     | 2-3 | 26-24, 28-26, 21-25, 21-25, 14-16 |

| Diciassettesima giornata |                                      |     |                                   |
|                          |                                      |     |                                   |
| 15-01                    | Toyota Queenseis-PFU BlueCats Kahoku | 3-1 | 25-19, 25-21, 22-25, 25-19        |
| 15-01                    | NEC Red Rockets-Hitachi Rivale       | 3-2 | 21-25, 25-18, 19-25, 25-22, 15-13 |
| 15-01                    | Toray Arrows-Okayama Seagulls        | 3-0 | 25-19, 25-23, 26-24               |
| 15-01                    | Hisamitsu Springs-JT Marvelous       | 1-3 | 18-25, 25-13, 17-25, 17-25        |

| Diciottesima giornata |                                    |     |                     |
|                       |                                    |     |                     |
| 21-01                 | NEC Red Rockets-JT Marvelous       | 0-3 | 23-25, 15-25, 21-25 |
| 21-01                 | PFU BlueCats Kahoku-Toray Arrows   | 0-3 | 24-26, 21-25, 17-25 |
| 21-01                 | Hitachi Rivale-Okayama Seagulls    | 3-0 | 25-20, 27-25, 25-20 |
| 21-01                 | Toyota Queenseis-Hisamitsu Springs | 0-3 | 24-26, 22-25, 21-25 |

| Diciannovesima giornata |                                     |     |                                   |
|                         |                                     |     |                                   |
| 22-01                   | Toray Arrows-JT Marvelous           | 3-0 | 25-19, 25-22, 25-23               |
| 22-01                   | PFU BlueCats Kahoku-NEC Red Rockets | 0-3 | 18-25, 18-25, 18-25               |
| 22-01                   | Hisamitsu Springs-Okayama Seagulls  | 3-1 | 21-25, 25-12, 25-18, 25-12        |
| 22-01                   | Toyota Queenseis-Hitachi Rivale     | 2-3 | 12-25, 25-16, 19-25, 25-23, 10-15 |

| Ventesima giornata |                                   |     |                                   |
|                    |                                   |     |                                   |
| 28-01              | JT Marvelous-PFU BlueCats Kahoku  | 3-0 | 25-23, 25-20, 33-31               |
| 28-01              | Okayama Seagulls-Toyota Queenseis | 1-3 | 19-25, 24-26, 25-14, 17-25        |
| 28-01              | Hisamitsu Springs-Hitachi Rivale  | 3-2 | 17-25, 25-14, 25-23, 20-25, 15-13 |
| 28-01              | Toray Arrows-NEC Red Rockets      | 0-3 | 21-25, 21-25, 15-25               |

| \| Ventunesima giornata \| \| \| \| \| \| \| \| \| \| 29-01 \| Toyota Queenseis-JT Marvelous \| 0-3 \| 24-26, 21-25, 15-25 \| \| 29-01 \| Okayama Seagulls-PFU BlueCats Kahoku \| 3-0 \| 25-17, 25-14, 25-20 \| \| 29-01 \| Hisamitsu Springs-NEC Red Rockets \| 3-1 \| 25-20, 25-15, 15-25, 25-17 \| \| 29-01 \| Toray Arrows-Hitachi Rivale \| 1-3 \| 25-16, 20-25, 21-25, 23-25 \| |                                      |     |                            |
| Ventunesima giornata |                                      |     |                            |
| |                                      |     |                            |
| 29-01 | Toyota Queenseis-JT Marvelous        | 0-3 | 24-26, 21-25, 15-25        |
| 29-01 | Okayama Seagulls-PFU BlueCats Kahoku | 3-0 | 25-17, 25-14, 25-20        |
| 29-01 | Hisamitsu Springs-NEC Red Rockets    | 3-1 | 25-20, 25-15, 15-25, 25-17 |
| 29-01 | Toray Arrows-Hitachi Rivale          | 1-3 | 25-16, 20-25, 21-25, 23-25 |

#### Classifica
| Pos. | Squadra           | Pt | G  | V  | P  | SV | SP | Ratio | PF   | PS   | Ratio |
| ---- | ----------------- | -- | -- | -- | -- | -- | -- | ----- | ---- | ---- | ----- |
| 1    | NEC Red Rockets   | 43 | 21 | 15 | 6  | 48 | 27 | 1.778 | 1742 | 1588 | 1.097 |
| 2    | Hisamitsu Springs | 43 | 21 | 14 | 7  | 52 | 30 | 1.733 | 1887 | 1722 | 1.096 |
| 3    | Hitachi Rivale    | 43 | 21 | 14 | 7  | 51 | 32 | 1.594 | 1846 | 1777 | 1.039 |
| 4    | JT Marvelous      | 39 | 21 | 13 | 8  | 45 | 33 | 1.364 | 1760 | 1715 | 1.026 |
| 5    | Toyota Queenseis  | 30 | 21 | 10 | 11 | 36 | 43 | 0.837 | 1747 | 1819 | 0.960 |
| 6    | Toray Arrows      | 28 | 21 | 10 | 11 | 36 | 41 | 0.878 | 1722 | 1753 | 0.982 |
| 7    | Okayama Seagulls  | 15 | 21 | 5  | 16 | 26 | 51 | 0.510 | 1656 | 1763 | 0.939 |
| 8    | PFU BlueCats      | 11 | 21 | 3  | 18 | 19 | 56 | 0.339 | 1604 | 1827 | 0.878 |

| Qualificate ai play-off scudetto | Al Challenge match |

### Play-off

#### Final 6
| Risultati |                                    |     |                                   |
|           |                                    |     |                                   |
| 12-02     | JT Marvelous-Toray Arrows          | 2-3 | 25-23, 22-25, 23-25, 25-17, 10-15 |
| 12-02     | NEC Red Rockets-Hitachi Rivale     | 3-0 | 25-18, 25-23, 25-19               |
| 12-02     | Hisamitsu Springs-Toyota Queenseis | 3-2 | 21-25, 22-25, 25-19, 27-25, 18-16 |
| 18-02     | Hisamitsu Springs-Hitachi Rivale   | 3-2 | 22-25, 18-25, 25-18, 25-20, 15-10 |
| 18-02     | JT Marvelous-Toyota Queenseis      | 0-3 | 26-28, 23-25, 21-25               |
| 19-02     | NEC Red Rockets-Toyota Queenseis   | 0-3 | 22-25, 21-25, 34-36               |
| 19-02     | Hisamitsu Springs-Toray Arrows     | 3-2 | 25-27, 25-20, 25-21, 18-25, 15-9  |
| 25-02     | Hisamitsu Springs-JT Marvelous     | 1-3 | 29-27, 27-29, 18-25, 22-25        |

| Risultati |                                   |     |                                   |
|           |                                   |     |                                   |
| 25-02     | Hitachi Rivale-Toray Arrows       | 3-2 | 25-19, 20-25, 28-26, 19-25, 15-11 |
| 26-02     | NEC Red Rockets-JT Marvelous      | 3-1 | 25-20, 18-25, 25-17, 25-16        |
| 26-02     | Hitachi Rivale-Toyota Queenseis   | 3-1 | 27-25, 25-15, 20-25, 25-18        |
| 04-03     | NEC Red Rockets-Hisamitsu Springs | 3-0 | 25-22, 25-23, 25-13               |
| 04-03     | Toyota Queenseis-Toray Arrows     | 1-3 | 21-25, 25-23, 17-25, 17-25        |
| 05-03     | NEC Red Rockets-Toray Arrows      | 3-1 | 20-25, 28-26, 25-22, 25-15        |
| 05-03     | Hitachi Rivale-JT Marvelous       | 2-3 | 18-25, 18-25, 28-26, 25-16, 17-19 |

| Pos. | Squadra           | Pt tot | Bonus | Pt | G | V | P | SV | SP | Ratio | PF  | PS  | Ratio |
| ---- | ----------------- | ------ | ----- | -- | - | - | - | -- | -- | ----- | --- | --- | ----- |
| 1.   | NEC Red Rockets   | 17     | 5     | 12 | 5 | 4 | 1 | 12 | 5  | 2.400 | 418 | 370 | 1.130 |
| 2.   | Hisamitsu Springs | 10     | 4     | 6  | 5 | 3 | 2 | 10 | 12 | 0.833 | 480 | 491 | 0.978 |
| 3.   | Hitachi Rivale    | 10     | 3     | 7  | 5 | 2 | 3 | 10 | 12 | 0.833 | 468 | 480 | 0.975 |
| 4.   | JT Marvelous      | 8      | 2     | 6  | 5 | 2 | 3 | 9  | 12 | 0.750 | 470 | 478 | 0.983 |
| 5.   | Toyota Queenseis  | 8      | 1     | 7  | 5 | 2 | 3 | 10 | 9  | 1.111 | 437 | 455 | 0.960 |
| 6.   | Toray Arrows      | 7      | 0     | 7  | 5 | 2 | 3 | 11 | 12 | 0.917 | 499 | 498 | 1.002 |

| Qualificata alla finale | Qualificata alla semifinale |

#### Finali
|  | Semifinali | Semifinali        | Semifinali        | Semifinali | Semifinali |  |  | Finale | Finale            | Finale            | Finale | Finale |  |
|  |            |                   |                   |            |            |  |  |        |                   |                   |        |        |  |
|  |            |                   |                   |            |            |  |  | 1      | NEC Red Rockets   | NEC Red Rockets   | 3      | 3      |  |
|  | 2          | Hisamitsu Springs | Hisamitsu Springs | 3          | 3          |  |  |        | Hisamitsu Springs | Hisamitsu Springs | 2      | 2      |  |
|  | 3          | Hitachi Rivale    | Hitachi Rivale    | 0          | 1          |  |  |        |                   |                   |        |        |  |

| Semifinale |                                  |     |                            |
|            |                                  |     |                            |
| 11-03      | Hisamitsu Springs-Hitachi Rivale | 3-0 | 25-23, 25-13, 30-28        |
| 12-03      | Hisamitsu Springs-Hitachi Rivale | 3-1 | 25-18, 20-25, 25-23, 25-21 |

| Finale |                                   |     |                                   |
|        |                                   |     |                                   |
| 17-03  | NEC Red Rockets-Hisamitsu Springs | 3-2 | 20-25, 25-22, 18-25, 25-23, 20-18 |
| 18-03  | NEC Red Rockets-Hisamitsu Springs | 3-2 | 23-25, 25-22, 25-19, 18-25, 15-6  |

### Challenge match
|  | Finale |                  |   |   |   |  |
|  |        |                  |   |   |   |  |
|  | 7      | Okayama Seagulls | 3 | 0 | 3 |  |
|  | 2VL    | Ageo Medics      | 1 | 3 | 4 |  |

|  | Finale |                |   |   |   |  |
|  |        |                |   |   |   |  |
|  | 8      | PFU BlueCats   | 2 | 0 | 2 |  |
|  | 1VL    | Denso Airybees | 3 | 3 | 6 |  |

| Gara 1 |                                    |     |                                   |
|        |                                    |     |                                   |
| 11-03  | Okayama Seagulls-Ageo Medics       | 3-1 | 29-27, 19-25, 25-18, 25-23        |
| 11-03  | PFU BlueCats Kahoku-Denso Airybees | 2-3 | 25-19, 14-25, 19-25, 25-19, 17-19 |

| Gara 2 |                                    |     |                     |
|        |                                    |     |                     |
| 12-03  | Okayama Seagulls-Ageo Medics       | 0-3 | 24-26, 24-26, 17-25 |
| 12-03  | PFU BlueCats Kahoku-Denso Airybees | 0-3 | 22-25, 22-25, 22-25 |

## Premi individuali
| Premio                                           | Giocatore        | Squadra           |
| ------------------------------------------------ | ---------------- | ----------------- |
| MVP                                              | Sarina Koga      | NEC Red Rockets   |
| Miglior allenatore                               | Akinori Yamada   | NEC Red Rockets   |
| Miglior spirito combattivo                       | Yuki Ishii       | Hisamitsu Springs |
| Miglior esordiente                               | Momoka Oda       | Toyota Queenseis  |
| Miglior realizzatrice                            | Polina Rəhimova  | Toyota Queenseis  |
| Miglior attaccante                               | Carly Wopat      | Toray Arrows      |
| Miglior muro                                     | Erika Araki      | Toyota Queenseis  |
| Miglior servizio                                 | Polina Rəhimova  | Toyota Queenseis  |
| Miglior ricevitrice                              | Arisa Satō       | Hitachi Rivale    |
| Miglior difesa                                   | Miku Torigoe     | NEC Red Rockets   |
| Sestetto ideale                                  | Sarina Koga      | NEC Red Rockets   |
| Sestetto ideale                                  | Kana Ōno         | NEC Red Rockets   |
| Sestetto ideale                                  | Kaname Yamaguchi | NEC Red Rockets   |
| Sestetto ideale                                  | Miyu Nagaoka     | Hisamitsu Springs |
| Sestetto ideale                                  | Erika Araki      | Toyota Queenseis  |
| Sestetto ideale                                  | Polina Rəhimova  | Toyota Queenseis  |
| Miglior libero                                   | Arisa Satō       | Hitachi Rivale    |
| Premio d'onore (230 partite in V.Premier League) | Saori Sakoda     | Toray Arrows      |
| Premio d'onore (230 partite in V.Premier League) | Saori Kimura     | Toray Arrows      |
| Premio d'onore (230 partite in V.Premier League) | Chizuru Kotō     | Hisamitsu Springs |
| Premio d'onore (230 partite in V.Premier League) | Mizuho Ishida    | Denso Airybees    |
| Premio Yasutaka Matsudaira                       | Akinori Yamada   | NEC Red Rockets   |
| Miglior GM                                       | Yasuo Niwa       | JT Marvelous      |
| Premio d'onore (8 singoli premi)                 | Risa Shinnabe    | Hisamitsu Springs |
| Premio alla carriera                             | Saori Kimura     | Toray Arrows      |

## Classifica finale
| Pos | Squadra           | Verdetto                     |
| --- | ----------------- | ---------------------------- |
| 1   | NEC Red Rockets   | Campionato asiatico per club |
| 2   | Hisamitsu Springs |                              |
| 3   | Hitachi Rivale    |                              |
| 4   | JT Marvelous      |                              |
| 5   | Toyota Queenseis  |                              |
| 6   | Toray Arrows      |                              |
| 7   | Okayama Seagulls  | V.Challenge League I         |
| 8   | PFU BlueCats      | V.Challenge League I         |

## Statistiche
| Rendimento individuale | Rendimento individuale | Rendimento individuale | Rendimento individuale |
| Pos.                   | Nome                   | Punti                  | Squadra                |
| ---------------------- | ---------------------- | ---------------------- | ---------------------- |
| 1                      | Polina Rəhimova        | 603                    | Toyota Queenseis       |
| 2                      | Miyu Nagaoka           | 389                    | Hisamitsu Springs      |
| 3                      | Onuma Sittirak         | 366                    | JT Marvelous           |
| 4                      | Hisae Watanabe         | 343                    | Hitachi Rivale         |
| 5                      | Sarina Koga            | 331                    | NEC Red Rockets        |
| 6                      | Risa Shinnabe          | 318                    | Hisamitsu Springs      |
| 7                      | Saori Sakoda           | 314                    | Toray Arrows           |
| 8                      | Jennifer Doris         | 311                    | PFU BlueCats           |
| 9                      | Mizuki Tanaka          | 310                    | JT Marvelous           |
| 10                     | Yukiko Ebata           | 298                    | PFU BlueCats           |

| Attacchi vincenti | Attacchi vincenti | Attacchi vincenti | Attacchi vincenti |
| Pos.              | Nome              | Punti             | Squadra           |
| ----------------- | ----------------- | ----------------- | ----------------- |
| 1                 | Polina Rəhimova   | 530               | Toyota Queenseis  |
| 2                 | Miyu Nagaoka      | 355               | Hisamitsu Springs |
| 3                 | Onuma Sittirak    | 335               | JT Marvelous      |
| 4                 | Hisae Watanabe    | 325               | Hitachi Rivale    |
| 5                 | Mizuki Tanaka     | 287               | JT Marvelous      |
| 6                 | Risa Shinnabe     | 284               | Hisamitsu Springs |
| 7                 | Sarina Koga       | 283               | NEC Red Rockets   |
| 8                 | Jennifer Doris    | 282               | PFU BlueCats      |
| 9                 | Saori Sakoda      | 276               | Toray Arrows      |
| 10                | Yukiko Ebata      | 271               | PFU BlueCats      |

| Muri vincenti | Muri vincenti   | Muri vincenti | Muri vincenti     |
| Pos.          | Nome            | Punti         | Squadra           |
| ------------- | --------------- | ------------- | ----------------- |
| 1             | Erika Araki     | 74            | Toyota Queenseis  |
| 2             | Maja Tokarska   | 60            | Hisamitsu Springs |
| 3             | Carly Wopat     | 51            | Toray Arrows      |
| 4             | Mai Okumura     | 47            | JT Marvelous      |
| 5             | Polina Rəhimova | 38            | Toyota Queenseis  |
| 6             | Yumi Terai      | 37            | JT Marvelous      |
| 7             | Sarina Koga     | 35            | NEC Red Rockets   |
| 8             | Cursty Jackson  | 31            | Hitachi Rivale    |
| 8             | Saori Sakoda    | 31            | Toray Arrows      |
| 10            | Saori Kimura    | 27            | Toray Arrows      |
| 10            | Kana Ōno        | 27            | NEC Red Rockets   |

| Battute vincenti | Battute vincenti | Battute vincenti | Battute vincenti  |
| Pos.             | Nome             | Punti            | Squadra           |
| ---------------- | ---------------- | ---------------- | ----------------- |
| 1                | Polina Rəhimova  | 35               | Toyota Queenseis  |
| 2                | Kana Ōno         | 18               | NEC Red Rockets   |
| 3                | Mizuki Yanagita  | 17               | NEC Red Rockets   |
| 4                | Onuma Sittirak   | 14               | JT Marvelous      |
| 5                | Hisae Watanabe   | 13               | Hitachi Rivale    |
| 6                | Sarina Koga      | 13               | NEC Red Rockets   |
| 7                | Natsuko Izumi    | 12               | Okayama Seagulls  |
| 7                | Miyu Nagaoka     | 12               | Hisamitsu Springs |
| 9                | Ayumi Nakamura   | 11               | JT Marvelous      |
| 9                | Satoe Mitsuhashi | 11               | PFU BlueCats      |
| 9                | Miya Satō        | 11               | Hitachi Rivale    |
| 9                | Erika Araki      | 11               | Toyota Queenseis  |

NB: I dati sono riferiti esclusivamente alla regular season.